# うさぎ座ガンマ星
うさぎ座γ星（うさぎざガンマせい、Gamma Leporis / γ Lep）は、うさぎ座の恒星で4等星。この星は、うさぎ座の南中央部に位置し、うさぎ座β星の南東、うさぎ座δ星の南西に位置する。
実際は、2つか3つの恒星からなる連星系で、太陽より明るいF型主系列星のうさぎ座γ星A、太陽より暗いK型主系列星のうさぎ座γ星B、そしておそらくうさぎ座γ星Cから構成される。
恒星の性質（うさぎ座γ星Aとうさぎ座γ星Bがともに太陽によく似た主系列星である）と地球との距離が約29光年と比較的近いことから、うさぎ座γ星はアメリカ航空宇宙局のTerrestrial Planet Finderの候補天体の1つとなっていた。